# 锡奈
锡奈（法語：Cinais，法語發音：[sinɛ]）是法国安德尔-卢瓦尔省的一个市镇，位于该省西部，属于希农区。

## 地理
锡奈（47°8'54"N, 0°10'55"E）面积8.77 平方千米，位于法国中央-卢瓦尔河谷大区安德尔-卢瓦尔省，该省份为法国中西部省份。北起萨尔特省、东北接卢瓦-谢尔省，东南接安德尔省，南至维埃纳省，西临曼恩-卢瓦尔省。
与锡奈接壤的市镇（或旧市镇、城区）包括：韦龙地区博蒙、希农、拉罗什克莱尔莫、瑟伊、蒂宰。
锡奈的时区为UTC+01:00、UTC+02:00（夏令时）。

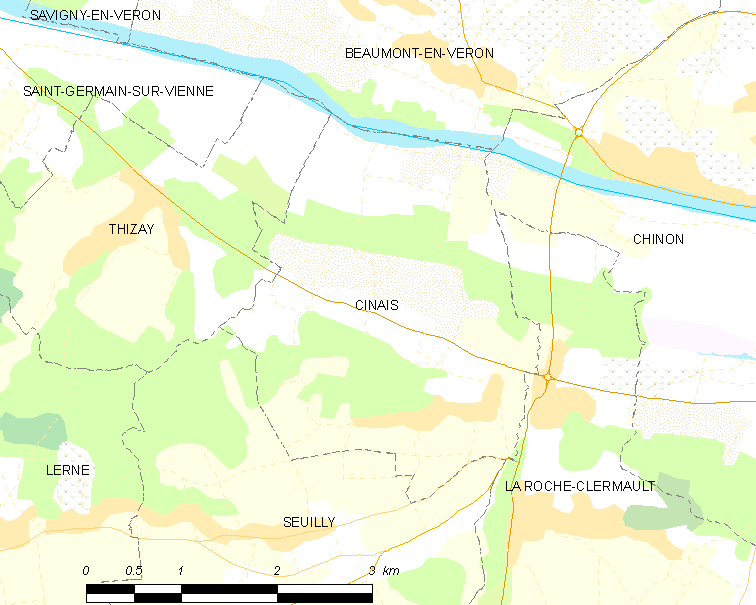
锡奈的OSM定位图

## 行政
锡奈的邮政编码为37500，INSEE市镇编码为37076。

## 政治
锡奈所属的省级选区为希农县。

## 人口

1962-2008年间锡奈人口变化图示

锡奈于2022年1月1日时的人口数量为378人。